# Satellite of Love (MST3K)
De Satellite of Love (soms afgekort tot SOL) is een fictieve locatie uit de televisieserie Mystery Science Theater 3000. Het is een enorme botvormige satelliet waarin Joel Robinson (later vervangen door Mike Nelson) en zijn robots Crow, Tom Servo, Gypsy, Cambot, en Magic Voice zich bevinden. In de satelliet speelt het grootste gedeelte van de serie zich af.

## Verhaal
De satellite of Love is de plaats waar Dr. Clayton Forrester oorspronkelijk zijn experimenten begon om te zien of een slechte film iemands brein kan vernietigen. Hij ontvoerde Joel Robinson, en sloot hem op in de satelliet. Hier bouwde Joel uit onderdelen van de satelliet vier robots.
De satelliet bevindt zich meestal in een baan rond de aarde. Alleen in seizoen 7 werd de satelliet tijdelijk naar de rand van het universum gestuurd, en in seizoen 8 maakte hij een reis door de tijd.
Aan het eind van seizoen 10 stortte de Satelliet neer vlak bij Milwaukee, Wisconsin.

## Uiterlijk
Er is maar weinig bekend over hoe de Satellite of Love er van binnen uitziet, daar de scènes zich vaak beperken tot twee locaties: de brug en de filmzaal. Van buiten ziet de satelliet eruit als een bot.
In de koepel rechtsboven bevindt zich de brug. Hier brengen de inzittenden van de satelliet de meeste tijd door als ze geen films aan het kijken zijn. De brug bevat onder andere de drie lampjes die aangeven wanneer er iets gaat gebeuren, en een scherm waarmee de inzittenden contact houden met de "mads". Direct naast de deur die naar de filmzaal leidt zit een zeshoekig scherm wat door de inzittenden het "Hex field" wordt genoemd. Via dit scherm verloopt communicatie met andere personages dan de MADS.
De filmzaal is ingericht zoals een standaard bioscoopzaal, met een groot filmscherm en daarvoor een rij stoelen. Terwijl de film draait, is de filmzaal de enige ruimte in de satelliet waar nog zuurstof aanwezig is. Derhalve zijn de inzittenden gedwongen om naar de filmzaal te gaan om de films te bekijken. Om van de brug naar de filmzaal te gaan moet men door een lange gang met een zestal deuren, die elk een nummer hebben.
Elk van de inzittenden van de satelliet heeft zijn eigen verblijf. De exacte locaties hiervan zijn onbekend. Mike’s kamer werd enkel gezien toen de robots hem stalkten. Tom Servo’s kamer werd gezien in de film Mystery Science Theater 3000: The Movie. De kamers van Crow en Gypsy werden enkel genoemd. Of Cambot en Magic Voice een eigen kamer hebben is niet bekend.
Vanwege het enorme formaat van de satelliet werden de meeste locaties nooit verkend door Mike. De satelliet heeft in elk geval 14 aankoppelplaatsen voor andere ruimtevaartuigen. De satelliet heeft zelfs zijn eigen tijdmachine, maar vanwege de straling die vrijkomt bij het gebruik ervan kunnen alleen de robots hier gebruik van maken.
Een ander deel van de satelliet is “de kelder”, waar Crow zich een weg naar de aarde probeerde te graven in MST3K: The Movie. Dit deel van de satelliet bevindt zich direct onder de brug.
Gedurende seizoen zes en zeven was de Satellite of Love verbonden met Deep 13 via een smalle buis genaamd de Umbilicus. Hierlangs stuurde Dr. Forrester films en regelmatig ook andere spullen naar de satelliet. Deze buis werd losgekoppeld toen eind seizoen 7 Deep 13 werd gesloten. Vanaf seizoen 8 stuurde Observer de films naar de Satellite of Love via zijn telepathische krachten.
Personages: Joel Robinson · Mike Nelson · Crow T. Robot · Tom Servo · Gypsy · Cambot · Magic Voice · Dr. Clayton Forrester · Dr. Laurence Erhardt · TV's Frank · Pearl Forrester · Professor Bobo · Observer

Plaatsen: Satellite of Love · Deep 13 · Castle Forrester

Media: Afleveringen · specials · De film · internetserie

Spin-offs: RiffTrax · The Film Crew · Cinematic Titanic